# François de Troy
François de Troy   (Tolosa, febrer 1645 - París, 1 de maig de 1730) va ser un pintor i gravador francès, pintor del rei Jaume II d'Anglaterra i VII d'Escòcia en el seu exili a Saint-Germain-en-Laye i director de la Reial Acadèmia de Pintura i Escultura. François de Troy no s'ha de confondre amb el seu fill, el pintor de retrats Jean-François de Troy (1679-1752), que va estudiar amb ell.

## Biografia
Format en una família d'artistes, Troy va néixer a Tolosa, sent fill de Nicolás de Troy (1608 - 1684) i germà de Jean de Troy (1638 - 1691), tots dos també pintors. Troy aprendre les habilitats bàsiques de la pintura amb el seu pare i potser també amb Antoine Durand.
En algun moment després de 1662, Troy va marxar a París per estudiar pintura amb Claude Lefèbvre (1633-1675) i Nicolas Loir (1624-1679).
El 1669, Troy es va casar amb Jeanne Cotelle, cunyada de Nicolas Loir. El 1671 va ser admès a la Reial Acadèmia de Pintura i Escultura, i el 1674 hi fou admès com a pintor d'història, presentant per a la seva recepció una gran obra titulada Mercuri tallant el cap d'Argos.
Els seus primers treballs inclouen models per als tapissos de Madame de Montespan, una de les moltes amants de Lluís XIV de França, i pintures de temes religiosos i mitològics.
A la dècada de 1670, es va fer amic de Roger de Piles, qui el va introduir a la pintura holandesa i flamenca. A la mort de Claude Lefèbvre el 1675, Troy va fer un gir a la seva carrera per convertir-se en pintor de retrats, tractant d'aconseguir els antics clients de Lefèbvre. El 1679 va rebre l'encàrrec de pintar un retrat de l'ambaixador suec Nils Bielke, i el 1680 el de Maria Anna Victòria de Baviera (delfina de França), poc després del seu matrimoni amb l'hereu del tron de França. Troy es va convertir en pintor d'èxit molt sol·licitat per als retrats individuals com per als retrats de grup. Els seus clients incloïen a Madame de Montespan i al seu fill Lluís August de Borbó i l'esposa d'aquest, Louise-Bénédicte de Borbó. Com a conseqüència, Troy treballar durant gairebé cinquanta anys per als cercles cortesans i l'alta societat.
A la dècada de 1690 es va convertir en el pintor principal de la cort de Jaume II d'Anglaterra i VII d'Escòcia en el seu exili a Saint-Germain-en-Laye, on Troy va ser mestre d'Alexis Simon Belle. Entre 1698 i 1701, un període de pau entre França i Gran Bretanya, els jacobins creuaven el canal anglès portant retrats del pretendent James Francis Edward Stuart i de la seva germana, la princesa Lluisa Maria Teresa. Troy necessità l'ajuda de Belle, el seu millor alumne, per produir els molts retrats que se li van encarregar.
El 1698 va ser nomenat professor de la Reial Acadèmia, i el 1708 es va convertir en el seu director. Troy va ser també gravador. Entre els seus gravats se'n troba un realitzat per al funeral el 1683 de Maria Teresa d'Àustria, esposa del rei Lluís XIV.
A més del seu fill, Jean-François, van ser alumnes de Troy André Bouys i John Closterman.